# Рестон (Вирџинија)
Рестон (енгл. Reston) насељено је место без административног статуса у америчкој савезној држави Вирџинија.

## Демографија
По попису из 2010. године број становника је 58.404, што је 1.997 (3,5%) становника више него 2000. године.
| Група             | 2000.          | 2010.          |
| Белци             | 38.563 (68,4%) | 36.952 (63,3%) |
| Афроамериканци    | 5.145 (9,1%)   | 5.654 (9,7%)   |
| Азијати           | 5.427 (9,6%)   | 6.382 (10,9%)  |
| Хиспаноамериканци | 5.699 (10,1%)  | 7.479 (12,8%)  |
| Укупно            | 56.407         | 58.404         |